# Omul schizoid (Star Trek: Generația următoare)
"The Schizoid Man" este un episod din al doilea sezon al serialul științifico-fantastic „Star Trek: Generația următoare”. Scenariul este scris de Tracy Tormé; regizor este Les Landau. A avut premiera la 23 ianuarie 1989.

## Prezentare
Un genial om de știință și fost mentor al creatorului lui Data, dr. Ira Graves, înșală moartea transferându-și memoriile și personalitatea în androidul Data.

## Vezi și
- 1989 în științifico-fantastic